# Penthema lisarda
Penthema lisarda är en fjärilsart som beskrevs av Doubleday 1845. Penthema lisarda ingår i släktet Penthema och familjen praktfjärilar. Inga underarter finns listade i Catalogue of Life.